# Jazzevec
Jazzevec [ˈd͡ʒɛzɛvɛt͡s]IPA je česká hudební skupina založená v roce 2012. Žánrově se pohybuje na pomezí funku, popu a jazzu.
V roce 2019 měla skupina pět členů. Vystupuje převážně v Praze, ale příležitostně také v jiných městech České republiky. Skupina hraje vlastní tvorbu s texty v češtině. Autorkami většiny repertoáru jsou zpěvačka Mirka Famfulíková a klavíristka Alžběta Lhotová.
V roce 2015 vydala skupina CD s názvem Go Away, v roce 2016 videoklip k písni Automobilová?!. a v roce 2019 videoklip k písni Noční Klid.

## Obsazení
- Mirka Famfulíková – zpěv (dříve též klávesy)
- Aleš Rybář – tenorsaxofon, perkuse
- Alžběta Lhotová – piano, syntezátor
- Iva Kejzlarová – basová kytara
- Jan Bárta – bicí

## Diskografie
- Go Away, 2015